# دپکور (سرباز)
دپکور روستایی در دهستان سرباز بخش مرکزی شهرستان سرباز استان سیستان و بلوچستان ایران است. علت نامگذاری دپکور به دلیل قرار گرفتن آن کنار رودخانه سرباز می‌باشد که در زبان محلی «کنار رودخانه» معنی می‌دهد.
در گذشته کشاورزی در این روستا رونق زیادی داشته ولی با توجه به بارش های فصلی و طغیان رودخانه و همچنین نداشتن سیل بند در مجاورت رودخانه کشاورزان این منطقه متحمل خسارات زیادی شده اند

## جغرافیا
شغل بیشتر مردم آن کشاورزی می‌باشد که عمده محصولات این روستا مرکبات (پرتقال، لیمو، نارنگی، نارنج …) و میوه‌های استوایی (انبه، پاپایا، موز، گواوا یا همان زیتون محلی) گندم برنج و خرما می‌باشند. با افتتاح یکی از بزرگترین پل‌های منطقه (خرپایی با عرشه فلزی) در سال ۱۳۹۳، شرایط ایاب و ذهاب مردم این روستا و روستاهای منطقه کیشکور، بهبود یافته‌است.
وجود سنگ نگاره‌هایی با قدمت بیش از ۱۱ هزار سال در اطراف این روستا (کجوم) حکایت از تاریخ دیرینهٔ این منطقه از سرباز دارد. روستای دپکور محصور شده از کوه‌های بلند می‌باشد که از کوه‌های معروف منطقه می‌توان به پیل کوه و مالان کوه یا ماران کوه نام برد.

## جمعیت
بر پایه سرشماری عمومی نفوس و مسکن در سال ۱۳۹۵ جمعیت این روستا ۲۳۵ نفر (۶۳خانوار) بوده‌است.
مردم این روستا بلوچ مسلمان اهل سنت هستند